# Ursula Blauth
Ursula Blauth (* 8. Juli 1950; † 1. April 2019) war Anfang der 1970er Jahre eine deutsche Film- und Fernsehschauspielerin.

## Wirken
Ursula Blauth verkörperte 1969 in der Krimiserie Der Kommissar die Schuldirektortochter Gerda Stein, die am Anfang der Episode Ein Mädchen meldet sich nicht mehr als Mordopfer im Drogenmilieu tot aufgefunden wird.
Es folgten mit Beginn der 1970er zunächst Nebenrollen in Sexfilmen. In Kurt Nachmanns „Perverso-Drama“ Die nackte Gräfin (1970), eine Verfilmung eines italienischen Sexskandals, der 1970 international Schlagzeilen gemacht hatte, übernahm sie, an der Seite von Wolfgang Lukschy als „perverse[r]“ Graf Anatol, die Titelrolle der Gräfin Verena. Für die englischsprachige Version The Naked Countess wurden einige Szenen nachgedreht, die Uraufführung in den USA war daher erst 1973. Außerdem spielte sie unter der Regie von Wim Verstappen eine Hauptrolle als Marianne in der deutsch-niederländischen Koproduktion Das Porno-Haus von Amsterdam (1971, Blue Movie). Der Filmdienst befand, der Film biete nicht mehr als „sozialkritisch“ verbrämten Sex. Blue Movie wurde als „Feature Film“ auf dem Niederländischen Filmfestival 1993 aufgeführt.
Außerdem war sie in einigen deutschen Fernsehserien von ARD und ZDF in Episodennebenrollen zu sehen, z. B. 1971 als Giselle Ladouce in der Serie Die Vereinsmeier und in zwei Episoden der 1. Staffel der TV-Serie Fußballtrainer Wulff (1972) als Hannelore.
Ihre Karriere endete nach nur wenigen Jahren. Mitte der 1970er Jahre trat Blauth zum letzten Mal vor die Kamera.

## Filmografie
- 1969: Der Kommissar (Fernsehserie, Folge: Ein Mädchen meldet sich nicht mehr)
- 1970: Die fleißigen Bienen vom fröhlichen Bock
- 1970: Die Weibchen
- 1970: Engel, die ihre Flügel verbrennen
- 1970/71: Die nackte Gräfin
- 1971: Gestern gelesen (Fernsehserie, Folge: Im Falle meines Todes)
- 1971: Der Vereinsmeier (Fernsehserie, Folge: Krach um die Weinkönigin)
- 1971: Das Porno-Haus von Amsterdam. Anderer Titel: Das nackte Gesicht der Pornographie (Blue Movie)
- 1971: Glückspilze (Fernsehfilm)
- 1972: Der erste Kreis der Hölle (Den første kreds)
- 1972: Fußballtrainer Wulff (Fernsehserie, zwei Folgen: Totes Kapital und Komm, komm, Casanova)
- 1975: Mordkommission (Fernsehserie, Folge: Klettersonntag)